# Koshikibu no Naishi
Koshikibu no Naishi (Nhật: 小式部 内侍 (Tiểu Thức Bộ Nội Thị) ? – 1025) là nhà thơ waka Nhật Bản sống vào thời đầu thế kỉ thứ 11 Một trong những bài thơ của bà nằm trong tập thơ nổi tiếng Ogura Hyakunin Isshu.

## Tiểu sử
Bà là con gái của nữ sĩ tài danh Izumi Shikibu (tác giả bài 56 trong tập Ogura Hyakunin Isshu) và Tachibana no Michisada ( (Quất, Đạo Trinh)), quan trấn thủ tỉnh Mutsu.
Vào khoảng năm 1009, bà cùng với mẹ mình phục vụ cho Hoàng hậu Shōshi và Thiên Hoàng Ichijō. Người ta kể là bà thừa hưởng vẻ đẹp và tài thơ của mẹ. Nghe con chết, mẹ bà có viết bài Koshikibu Naishi Banka ( thơ ai điếu Nội Thị Koshikibu) cực kỳ thống thiết.

## Thơ bà Koshibu no Naishi
Bốn bài thơ của bà nằm trong tập thơ Nijūichidaishū (二十一代集 (Nhị Thập Nhất Đại Tập)) như trong tập Goshūi Wakashū ( Hậu Thập Di Tập) và tập Kin'yō Wakashū ( Kim Diệp Tập).
Bài thơ sau đây được đánh số 60 trong tập thơ Ogura Hyakunin Isshu do Fujiwara no Teika biên tập:
| Nguyên văn                                       | Phiên âm                                                               | Dịch thơ | Diễn ý |
| 大江山いく野の道の遠ければまだふみも見ず天の橋立 | Ōe-yama ikuno no michi no tookereba mada fumi mo mizu ama no hashidate | Phương ấy đường xa xôi, Băng đồng, vượt núi đồi. Cầu Trời con chửa tới, Thư mẹ bặt tăm hơi. (ngũ ngôn) Băng đồng, còn vượt Ōe, Cầu Trời chưa tới, thư về cũng không! (lục bát) | Hết vượt núi Ōe Phải băng qua cánh đồng Ikuno Đường về xứ Tango nơi mẹ ở xa vời vợi. Mình chưa đến (thắng cảnh Ama-no-hashidate) vùng đó, Mà mẹ cũng chẳng có thư về. |

### Xuất xứ
Kin'yō Wakashū (金葉和歌集 (Kim Diệp Tập)), Tạp thi, phần thượng, bài 550.

### Hoàn cảnh ra đời
Lời giải thích trong Kin'yō Wakashū cho biết khi Izumi Shikibu, mẹ bà, theo người chồng sau là Fujiwara no Yasumasa (Đằng Nguyên, Bảo Xương) đi phó nhậm ở vùng Tango, bà Koshikibu được mời dự một hội bình thơ và đã sáng tác bài này. Lúc ấy, người trong triều là quan Trung Nạp Ngôn Fujiwara no Sadayori (sau thành tình nhân của Koshikibu, ông là tác giả bài 64 trong tập Ogura Hyakunin Isshu) đùa rằng sở dĩ bà làm thơ hay là được người mẹ ở Tango gợi ý cho. Bà lúc đó mới 15 tuổi, đã ứng khẩu trả đũa: "Cầu Trời chưa đến, thư về cũng không!", để khéo léo phủ nhận lời buộc tội ỡm ờ đó, nhân dịp chứng tỏ tài thơ hơn người của mình. Tuy nhiên, chuyện này chỉ có giá trị thi thoại.

### Đề tài
Nỗi lòng nhớ mẹ được trình bày hoa mỹ bằng cách sử dụng tu từ pháp một cách sắc sảo, tài tình.
Núi Ōe (Đại Giang) và cánh đồng Ikuno (Sinh Dã) cũng như giải đất bắc qua vịnh biển Ama-no-hashidate (Thiên Kiều Lập) đều là những phong cảnh đẹp và dược nhắc đến như những gối thơ (uta-makura), Ở đây cả ba lại xuất hiện một lượt. Riêng Ama-no-hashidate ở Miyazu giống như "cây cầu bắc ngang trời" nếu chổng ngược người mà nhìn, cùng với vịnh Matsushima ở Sendai và đảo Miyajima ở Hiroshima được truyền tụng là Nhật Bản Tam Cảnh.
Chữ iku trong Ikuno (生野) không những là tên cánh đồng với cái nghĩa là "nhiều" Ōku no no (多くの 野) mà còn có thể hiểu với nghĩa iku (行く) là "đi", còn cụm từ fumi mo mizu có nghĩa kép (kỹ thuật kake-kotoba) là fumi (文) trong "không có thư" và fumi (踏み) trong "chưa đặt chân lên" vùng Ama no hashidate trong xứ Tango. Nó cũng muốn nhấn mạnh là mình không liên lạc được gì với mẹ cả.
Trong thơ Nhật, hashi (橋 dịch: cầu) là một chữ liên hệ của fumi (踏み dịch: đặt chân). Ngoài ra ta còn thấy bài thơ này sử dụng kỹ thuật cắt câu ở cuối câu bốn và dùng phép đảo nghịch.

## Nghiệp văn chương về sau
Có vô số giai thoại về bà có liên quan mật thiết với những luận thuyết về tập thơ karonso (歌論書) và tập setsuwa 
Truyện kể otogizōshi, Koshikibu, cũng có đề cập tới.

## Đường dẫn ngoài
- McMillan, Peter. Năm 2010 (Bản in đầu, Năm 2008). Một Trăm Nhà Thơ, Mỗi Vị Một Thơ. New York: Nhà xuất bản Đại Học Columbia. (tiếng Anh)
- Suzuki Hideo, Yamaguchi Shin'ichi, Yoda Yasushi. Năm 2009 (Bản in đầu, Năm 1997). Genshoku: Ogura Hyakunin Isshu. Tokyo: Bun'eidō. (tiếng Nhật)
- Một trăm bài thơ Nhật Bản cổ (Hyakunin-isshu), biên dịch bởi William N. Porter, 1909, tại trang sacred-texts.com (tiếng Anh)
- Ogura Hyakunin Isshu, biên dịch bởi chimviet.free.fr Lưu trữ ngày 22 tháng 12 năm 2016 tại Wayback Machine